# Bernard Herrmann
Bernard Herrmann (ur. 29 czerwca 1911 w Nowym Jorku, zm. 24 grudnia 1975 w Los Angeles) – amerykański kompozytor muzyki filmowej.

## Życiorys
Uczęszczał do DeWitt Clinton High School oraz do Uniwersytetu Nowojorskiego. Studiował u Philipa Jamesa, Bernarda Wagenaara oraz Alberta Stoessela w słynnej Juilliard School. Poślubił znaną pisarkę Lucille Fletcher. Już w 1931 zorganizował New Chamber Orchestra. W latach 1934–1959 pracował dla CBS jako dyrygent i kompozytor; tu poznał Orsona Wellesa, dla którego ilustrował audycje teatralne. W 1940 został szefem i dyrygentem Orkiestry Symfonicznej CBS. W roku następnym debiutował jako kompozytor muzyki filmowej.
Pierwszym zilustrowanym przez niego obrazem był film Orsona Wellesa Obywatel Kane. Ta niezwykła muzyka pełna dysonansów i chropowatości zapowiadała narodziny nowej osobowości w dość świeżej jeszcze historii muzyki filmowej. Wtedy też został po raz pierwszy nominowany do Oscara i to od razu za dwie partytury. Drugim filmem był Wszystko co można kupić za pieniądze Williama Dieterle i właśnie ta partytura przyniosła mu jedynego w karierze Oscara.
Herrmann nie był kompozytorem tak mocno związanym z wytwórniami jak Max Steiner, Alfred Newman, Herbert Stothart czy Dimitri Tiomkin. Pisywał wyłącznie wtedy, kiedy sam uznał, że pomysł jest tego warty. Bez problemu odmawiał współpracy z najbardziej wpływowymi postaciami Hollywood. Jednak był reżyser, który nakręcił najwięcej filmów z jego muzyką, choć stosunki między nimi były najoględniej mówiąc – trudne. Tym reżyserem był Alfred Hitchcock. Spotkali się przy realizacji filmu Kłopoty z Harrym w 1952. To właśnie Herrmann napisał dla Hitchcocka tę przerażającą muzykę w Psychozie, o której – bodaj Jerry Goldsmith – powiedział, że jest tak prosta, że aż banalna i oparta o trzy proste takty, ale jak grają... Legendy krążyły o współpracy tych nietuzinkowych osobowości. Powiadano, że kiedy się kłócili – to ekipa się zwijała z planu – na wszelki wypadek (ponoć ci dwaj stateczni panowie byli w stanie roznieść również dekoracje). Świadkowie tamtych lat wspominają, że Hitchcock – sam wielki Hitchcock – uważał, że muzyka Herrmanna przyćmiewa jego – reżysera – postać i niewątpliwy geniusz. Rozstali się ostatecznie i nieodwołalnie na planie Marnie po 12 latach współpracy.
Herrmann nieczęsto pisywał dla filmu, jednak to on napisał muzykę do jednego z najsłynniejszych filmów „nowej fali” francuskiej – Fahrenheit 451 François Truffaut. Rzadko się zdarza, by twórca rozpoczynał mocnym akordem i nie słabszym kończył. Stało się to właśnie udziałem Bernarda Herrmanna. I było wynikiem fascynacji dwóch reżyserów, którzy mieli być sławni. Pierwszym był Brian De Palma, który po Psychozie chciał mieć tej klasy muzykę w swojej Obsesji. Drugim był Martin Scorsese, który zapragnął w swoim filmie mieć muzykę klasy Obywatela Kane’a. Film się nazywał Taksówkarz i stał się kamieniem milowym w rozumieniu nowego oblicza kina. Hermann nie dożył premiery tych filmów; był pierwszym człowiekiem, który otrzymał dwie nominacje do Oscara (w jednej kategorii) pośmiertnie. Zmarł w Wigilię Bożego Narodzenia w 1975. Kilka lat później do Oscara nominowano dokument Bernard Herrmann: Kompozytor muzyki filmowej.

## Filmografia

### Kompozytor
- 1941 Obywatel Kane (Citizen Kane, reż. Orson Welles), Wszystko co można kupić za pieniądze (The Devil and Daniel Webster, reż. William Dieterle)
- 1944 Jane Eyre (reż. Robert Stevenson)
- 1945 Hangover Square (reż. John Brahm)
- 1946 Anna i król Syjamu (Anna and the King of Siam, reż. John Cromwell)
- 1947 Duch i pani Muir (The Ghost and Mrs. Muir, reż. Joseph L. Mankiewicz)
- 1948 Portret Jennie (Portret of Jennie, reż. William Dieterle)
- 1951 Dzień, w którym zatrzymała się ziemia (The Day the Earth Stood Still, reż. Robert Wise), Niebezpieczne terytorium (On Dangerous Ground, reż. Nicholas Ray)
- 1952 Operacja „Cicero” (Five Fingers, reż. Joseph L. Mankiewicz), Śniegi Kilimandżaro (The Snows of Kilimanjaro, reż. Henry King)
- 1953 Beneath the 12-Mile Reef (reż. Jack Webb), Król Khyber Rifles (King of the Khyber Rifles, reż. Henry King), White Witch Doctor (reż. Henry Hathaway)
- 1954 Egipcjanin Sinuhe (The Egyptian, reż. Michael Curtiz), Ogród zła (Garden of Evil, reż. Henry Hathaway), A Christmas Carol (reż. Ralph Levy)
- 1955 Traper z Kentucky (The Kentuckian, reż. Burt Lancaster), Prince of Players (reż. Philip Dunne), Kłopoty z Harrym (The Truble with Harry, reż. Alfred Hitchcock)
- 1956 Człowiek, który wiedział za dużo (The Man Who Knew Too Much, reż. Alfred Hitchcock), Człowiek w szarym garniturze (The Man in the Grey Flannel Suit, reż. Nunnally Johnson), Williamsburg: The Story of a Patriot (reż. George Seaton), Niewłaściwy człowiek, reż. Alfred Hitchcock)
- 1957 Kapelusz pełen deszczu (A Hatful of Rain, reż. Fred Zinnemann), Pomyłka
- 1958 Siódma podroż Sindbada (The 7th Voyage of Sinbad, reż. Nathan Juran), Zawrót głowy (Vertigo, reż. Alfred Hitchcock), The Fiend Who Walked the West (reż. Gordon Douglas), Nadzy i martwi (The Naked and the Dead, reż. Raoul Walsh)
- 1959 Północ, północny zachód (North by Northwest, reż. Alfred Hitchcock), Blue Denim (reż. Peter Dunne), Wyprawa do wnętrza ziemi (Journey to the Center of the Earth, reż. Henry Levin)
- 1960 Psychoza (Psycho, reż. Alfred Hitchcock), The 3 Worlds of Gulliver (reż. Jack Sher)
- 1961 Mysterious Island (reż. Cy Endfield)
- 1962 Przylądek strachu (Cape Fear, reż. Jack Lee Thompson), Czuła jest noc (Tender Is the Night, reż. Henry King)
- 1963 Jason and the Argonauts (reż. Don Chaffey), Ptaki (The Birds, reż. Alfred Hitchcock)
- 1964 Marnie (Marnie, reż. Alfred Hitchcock)
- 1965 Joy in the Morning (reż. Boris Segal)
- 1966 Fahrenheit 451 (Fahrenheit 451, reż. Francois Truffaut)
- 1967 Companions in Nightmare (reż. Norman Lloyd), Panna młoda w żałobie (Le Mariee etait en noir, reż. Francois Truffaut)
- 1968 Twisted Nerve (reż. Roy Boulting)
- 1969 Bitwa nad Neretwą (Bitka na Neretvi, reż. Velijko Bulajic), Obsessions (reż. Pim de la Parra)
- 1971 Endless Night (reż. Sidney Gilliat), The Night Digger (reż. Alastair Reid)
- 1973 Siostry (Sisters, reż. Brian De Palma)
- 1974 A jednak żyje (It’s Alive!, reż. Larry Cohen)
- 1976 Obsesja (Obsession, reż. Brian De Palma), Taksówkarz (Taxi Driver, reż. Martin Scorsese).

### Nominacje do Oscara
Muzyka:
- 1941 Wszystko co można kupić za pieniądze, reż. William Dieterle (Oscar), Obywatel Kane, reż. Orson Welles
- 1946 Anna i król Syjamu, reż. John Cromwell
- 1976 Obsesja, reż. Brian de Palma, Taksówkarz, reż. Martin Scorsese

## Nagrody
- Nagroda Akademii Filmowej Najlepsza muzyka w dramacie: 1942:The Devil and Daniel Webster
- Nagroda BAFTA Najlepsza muzyka: 1977:Taksówkarz